# Приорат Оттертон

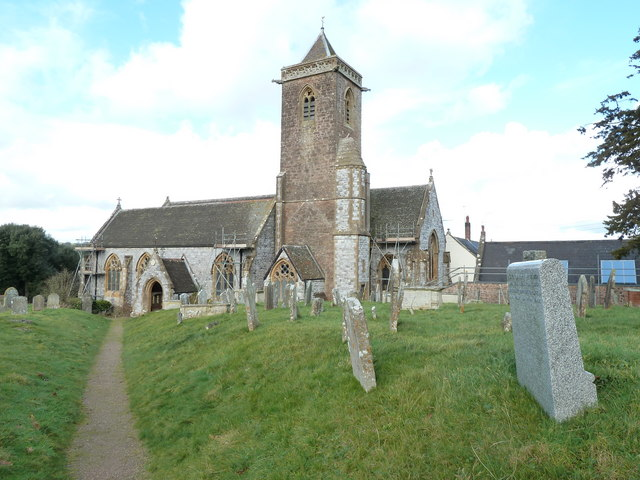
Церковь Святого Михаила, Оттертон. Последняя 11-я башня была частью монастыря

Приорат Оттертон — бывший монастырь в общине Оттертон, графства Девон. Основан до 1087 года и действовал до 1414 года. Башня приходской церкви — главное сохранившееся сооружение монастыря.

## История
Монастырь был основан незадолго до 1087 года как монастырь бенедиктинских монахов. Первоначально это была келья монастыря Святого Михаила в Нормандии. Согласно сохранившимся записям, в 1332 году король Иоанн основал монастырь для четырех монахов, однако не исключено, что он просто увеличил доходы и улучшил постройки существующего монастыря.
В 1332 году он был ненадолго продан за 120 фунтов стерлингов, но, возможно, позже был восстановлен одним из монахов. Окончательно монастырь перестал действовать в 1414 году, а земли, связанные с ним, были переданы аббатству Сион в графстве Мидлсекс.

## Здания
Кроме башни, никаких остатков монастырских построек не сохранилось. Монастырь, вероятно, был расположен к востоку от нынешней церкви Святого Михаила, а башня, вероятно, находилась между приходским нефом и восточной частью, используемой монастырем. При роспуске монастырей при короле Генрихе VIII приоратные земли получил Ричард Дюк, который после 1539 года из части монастырских построек построил усадьбу. В настоящее время усадьба переоборудована в несколько богаделен.